# Cronologia istorică a Sătmarului

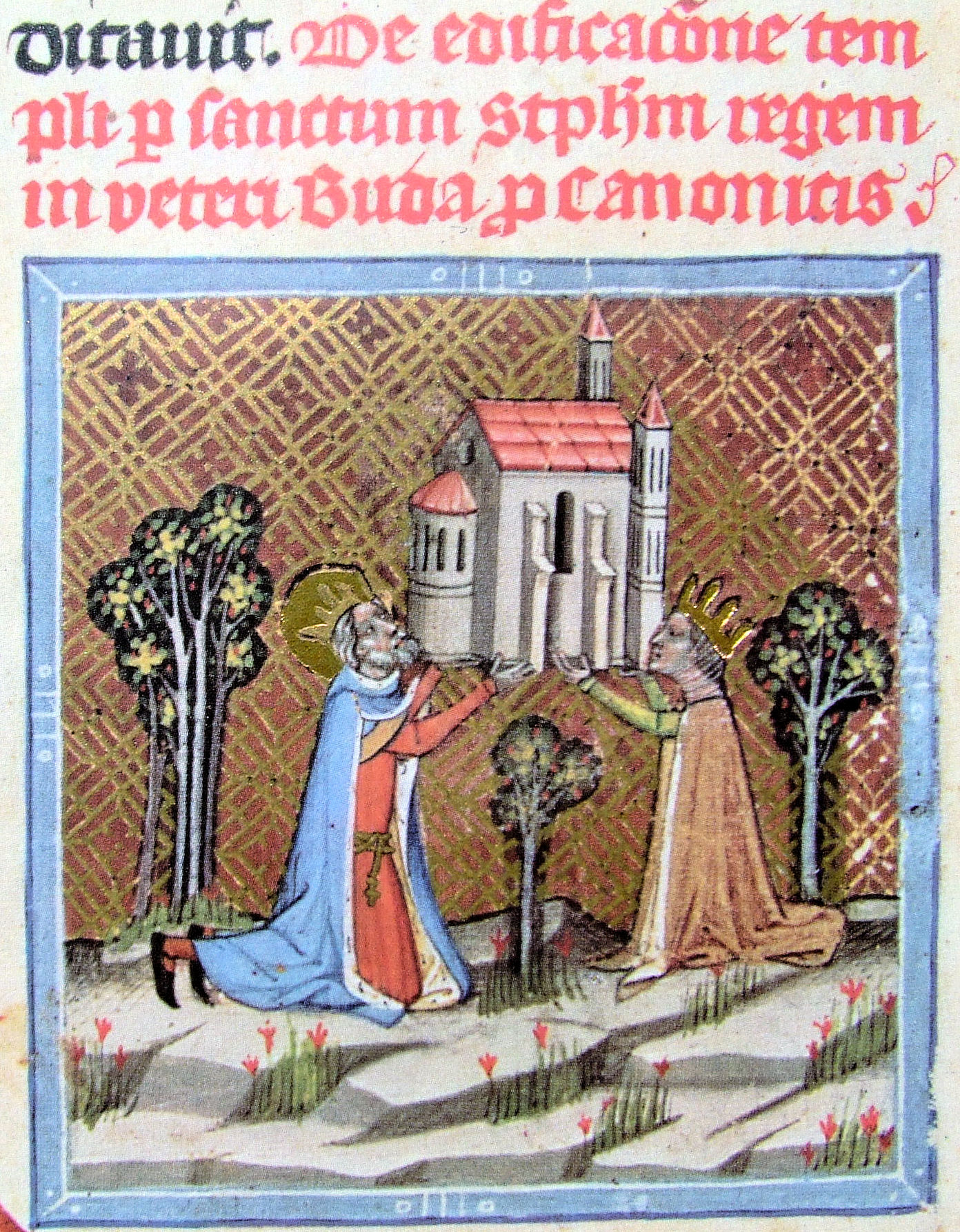
regele ungar Sfântul Ștefan și regina Fericita Ghizela de Bavaria

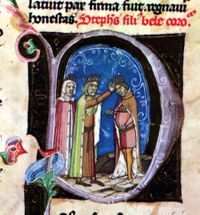
Încoronarea regelui "cel tânăr", Ștefan al V-lea al Ungariei. Tânărul Ștefan a obținut dreptul de a domni ca rege vasal la est de Dunăre, având reședința la Sătmar.

Plan din secolul XVIII al orașelor Sătmar și Mintiu

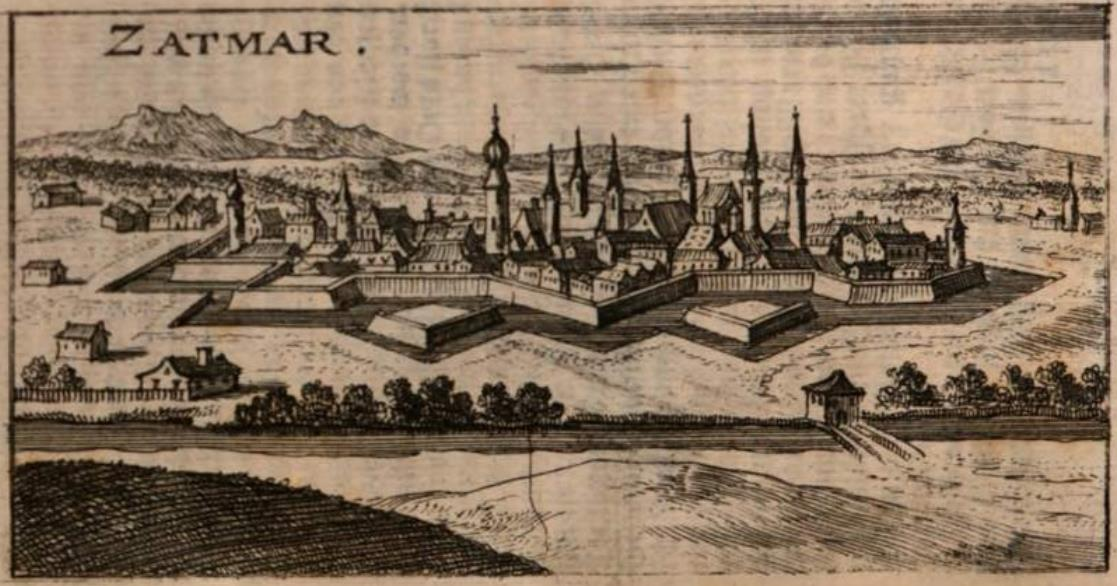
Cetatea Sătmarului în 1688

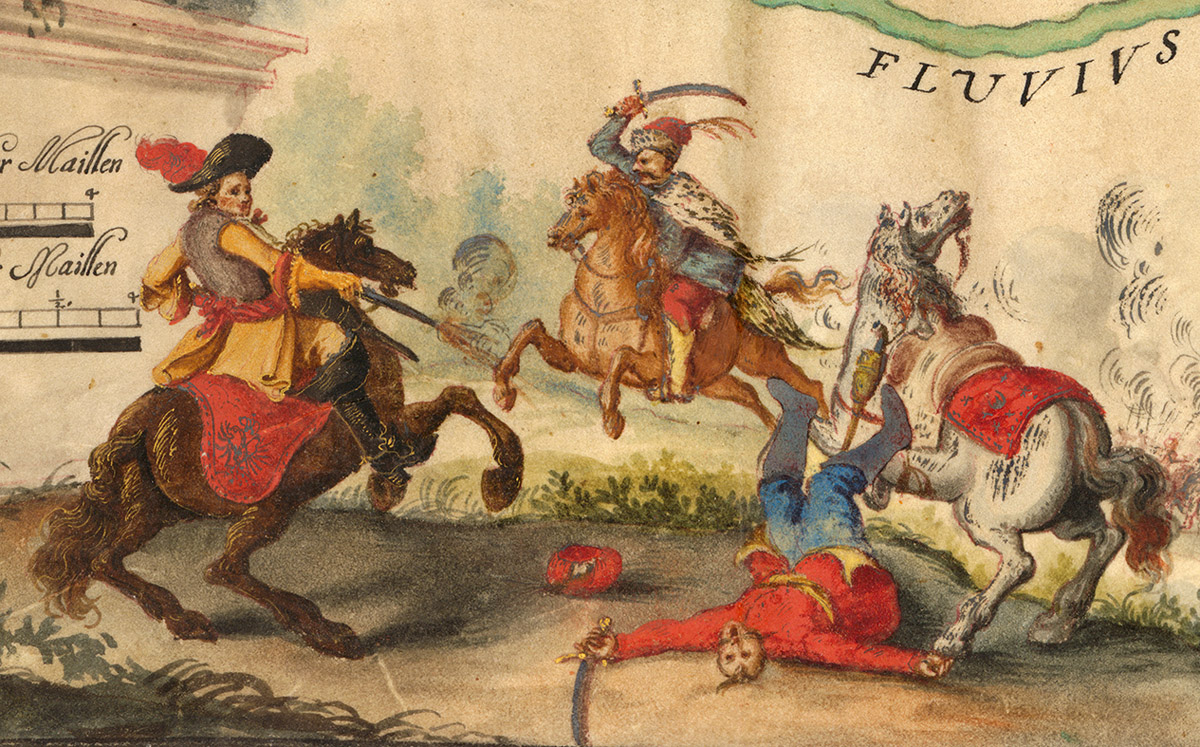
reprezentarea ciocnirilor dintre curuți și lobonți pe o hartă din timpul războiului de independență al lui Rákóczi

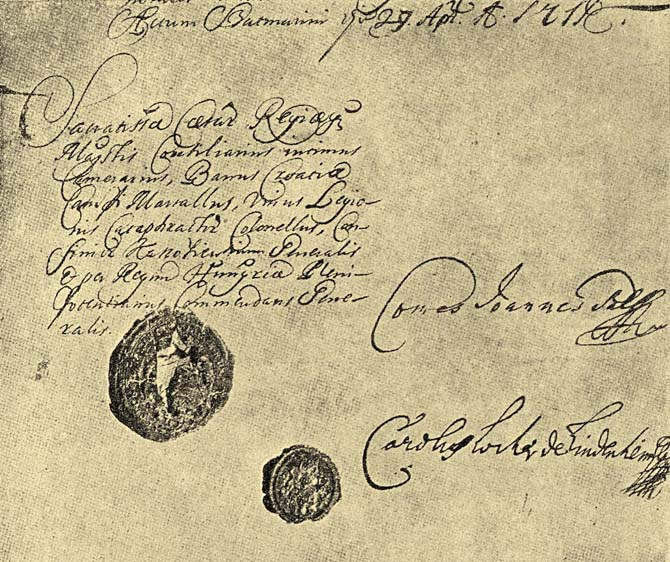
Pacea de la Sătmar

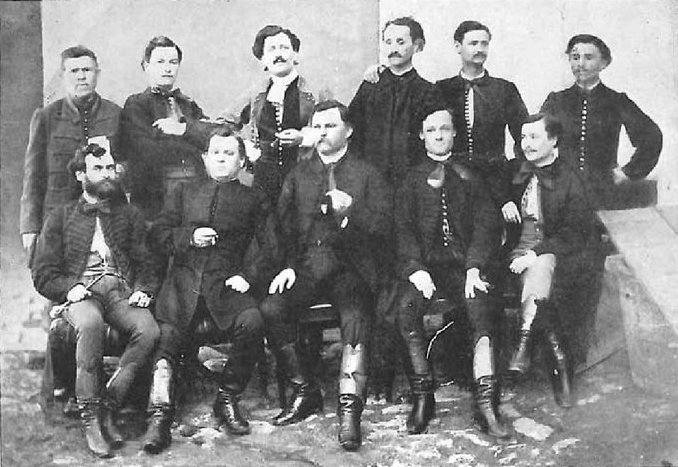
trupa teatrului vechi în 1865

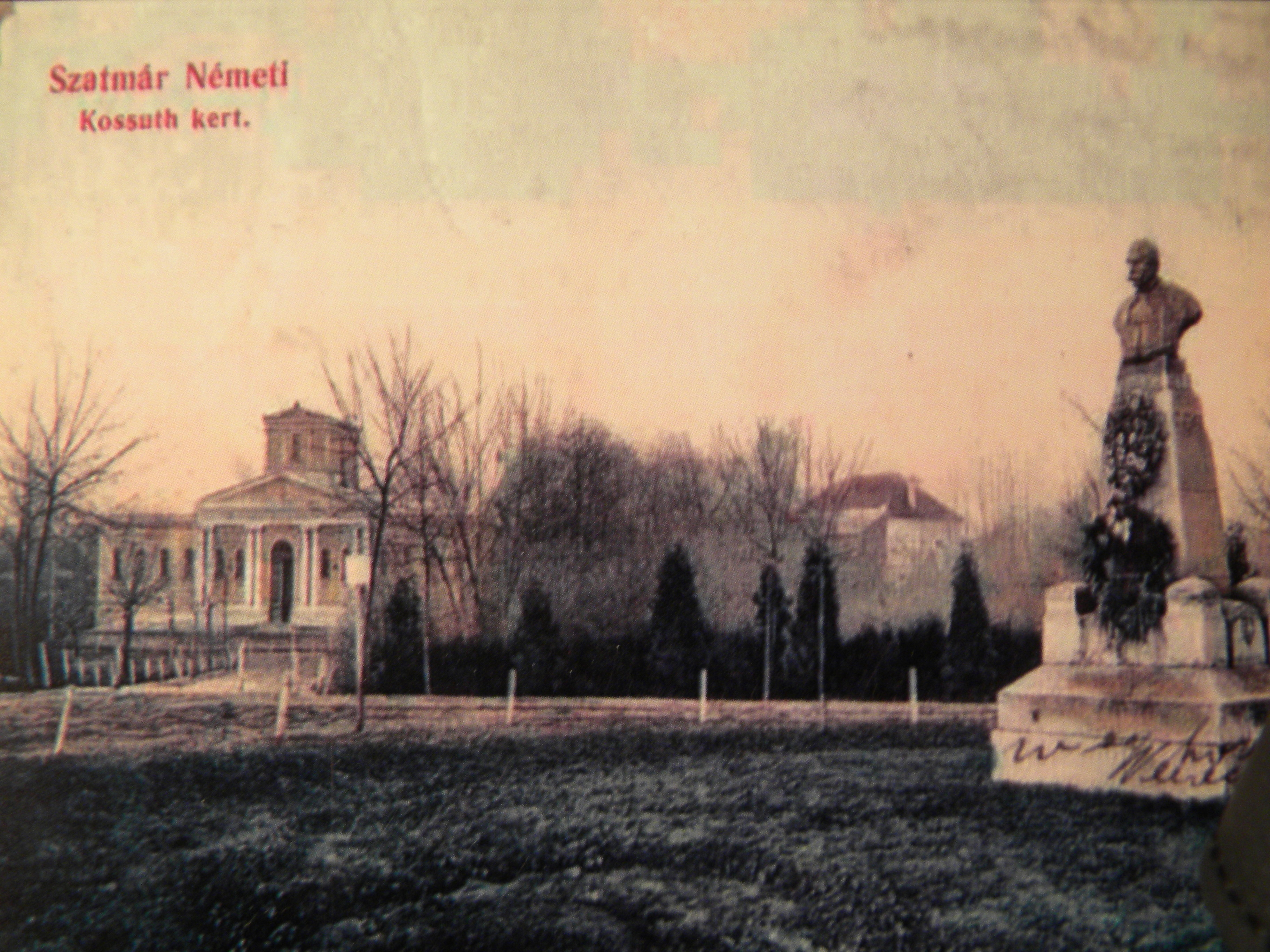
Grădina Kossuth (azi Grădina Romei) în 1903

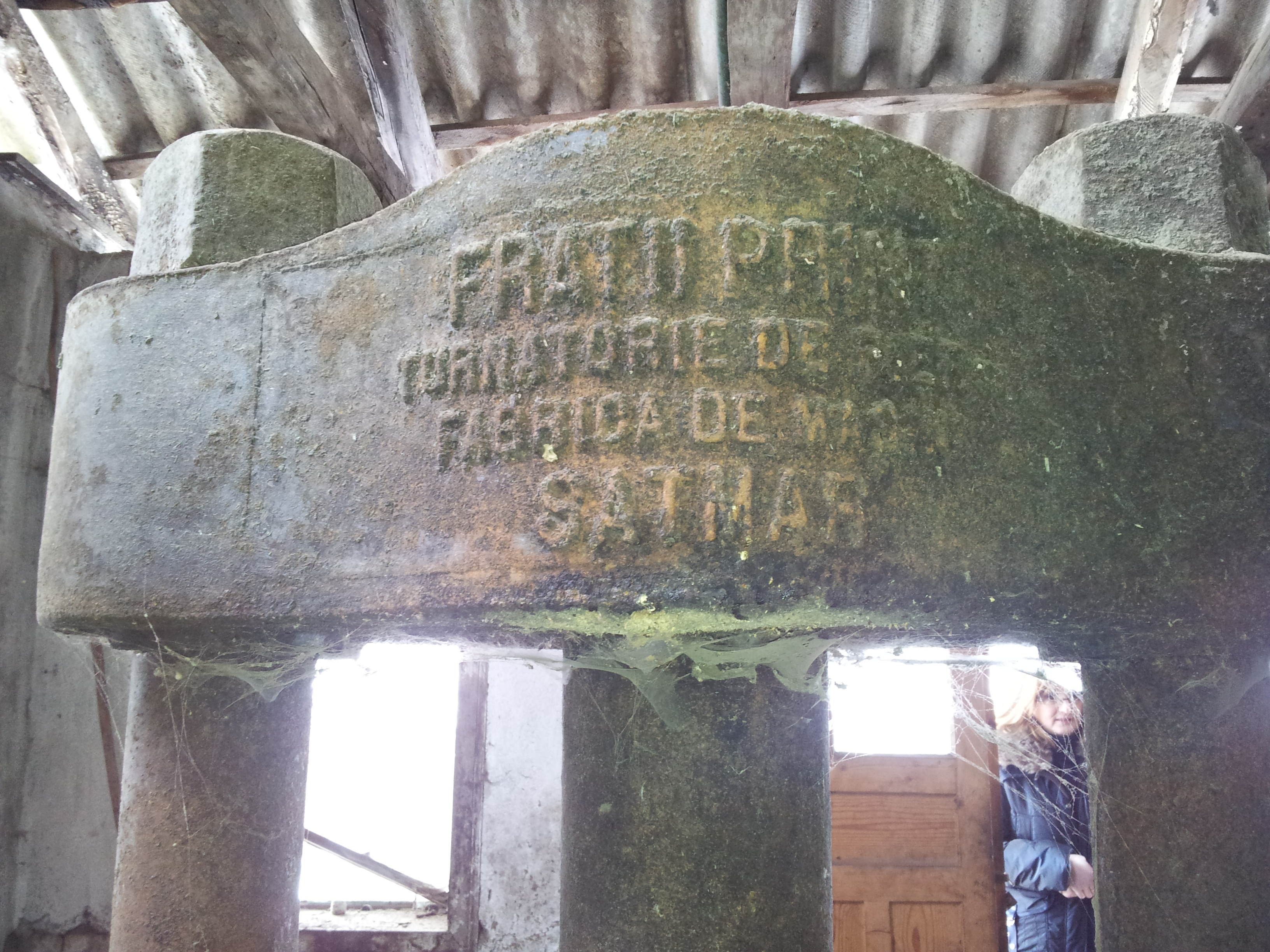
Denumirea veche a orașului în limba română, adică Sătmar, pe o presă de ulei fabricată în perioada interbelică de Turnătoria de Fier și Fabrica de Mașini Fraţii Princz.

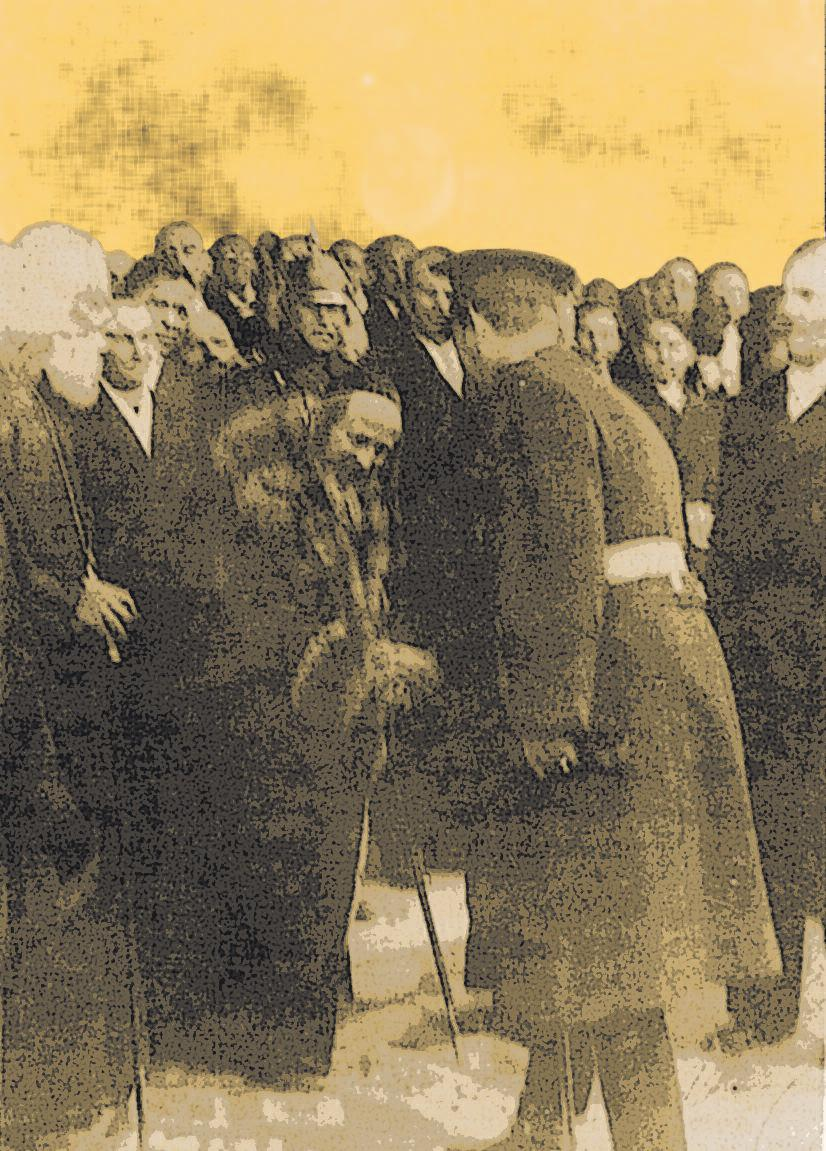
întâlnirea regelui Carol al II-lea al României cu marele rabin Joel Teitelbaum în 1936 la Satu Mare

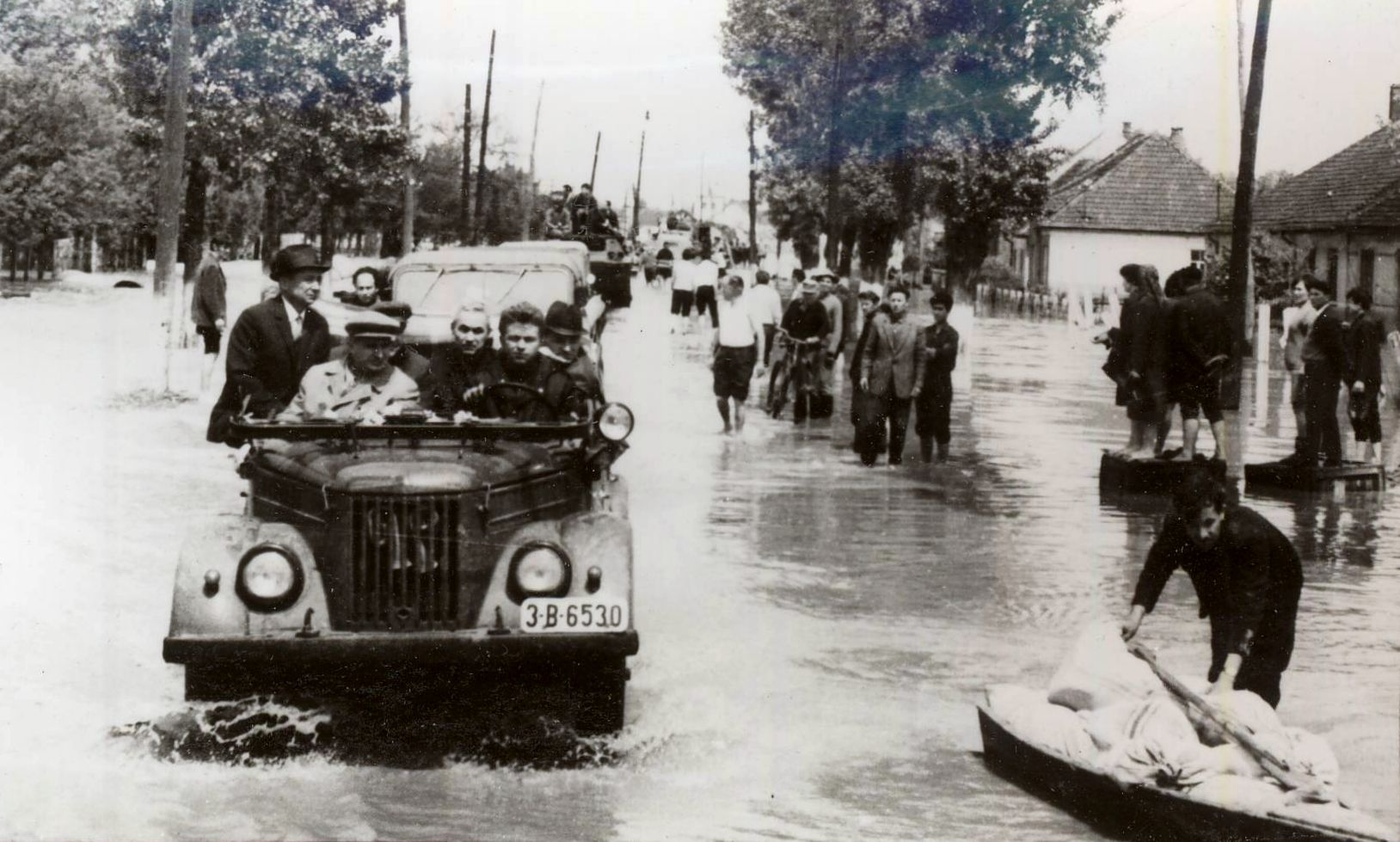
Nicolae Ceaușescu sosește la Satu Mare, în timpul inundațiilor din 1970.

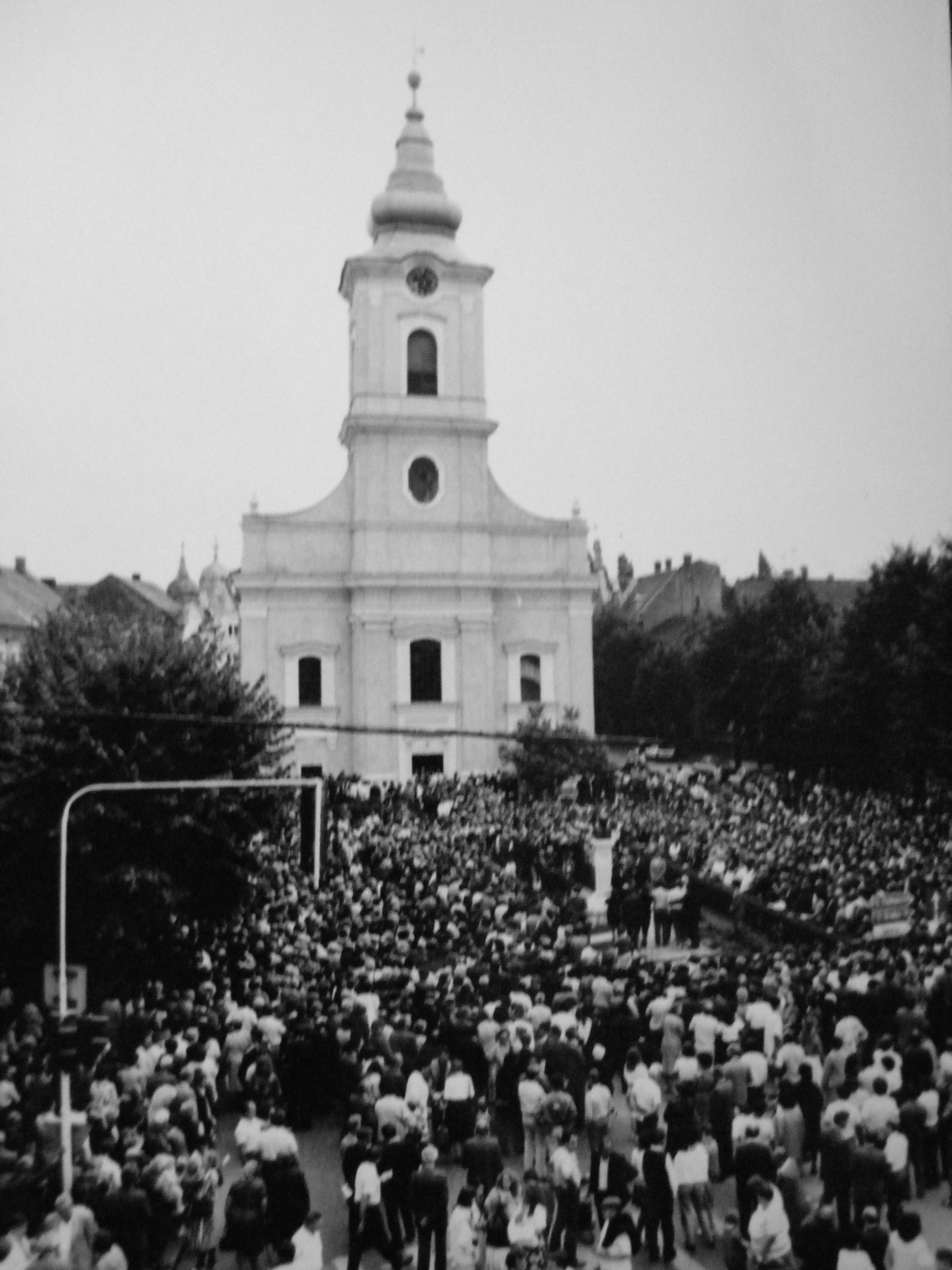
Adunare în fața Bisericii cu lanțuri în 1991, la doi ani după revoluție

- În jurul anului 1000 regina Ghizela de Bavaria, soția regelui Ștefan I al Ungariei, aduce coloniști teutoni la Sătmar și întemeiază orașul Mintiu. Tot în acești ani se construiește și cetatea Sătmarului, acesta devenind centrul Comitatului Sătmar până în 1800.
- 1150 - apare pentru prima dată denumirea orașului Sătmar, sub forma de Zothmar.
- 1162 - Ștefan al III-lea al Ungariei îi dăruiește taxele și impozitele orașului Mănăstirii Szentjobb din Berekys (Comitatul Bihor).
- 1217 - 1230 - cetatea Sătmarului este amintit în diplome ca cetate regală (Castrum Regium)
- 1230 - Andrei al II-lea al Ungariei îi acordă privilegii regale nobililor nemți aduși la Sătmar de Ghizela de Bavaria
- 1241 - Cetatea Sătmarului, precum și orașele Sătmar și Mintiu sunt distruse de tătari (marea invazie mongolă). Reconstruirea lor are loc în a doua jumătate a secolului XIII.
- 1247 - Ștefan al V-lea al Ungariei își stabilește reședința sa regală la Sătmar (până în 1270).
- 1264 - într-o diplomă regală Ștefan al V-lea al Ungariei îi acordă privilegii locuitorilor orașelor Sătmar și Mintiu
- 1291 - Andrei al III-lea al Ungariei într-o diplomă regală confirmă privilegiile orașului, obținute în timpul domniei lui Ștefan al V-lea al Ungariei.
- 1310 - Carol Robert de Anjou într-o diplomă regală confirmă privilegiile orașului, obținute în timpul domniei lui Ștefan al V-lea al Ungariei.
- 1330 - o diplomă le amintește pe locuitorii orașului Mintiu ca fiind vânători regali.
- 1411 - Sigismund de Luxemburg îi acordă despotului sârb Gheorghe Brancovici orașele Sătmar și Mintiu ca feudă în schimbul orașului Belgrad.
- 1460 - orașul devine din nou proprietate regală.
- 1490 - după moartea regelui Matia Corvin Sătmarul intră în posesia fiului său nelegitim, Ioan Corvin, ban al Slavoniei și regele Bosniei.
- 1543 - cetatea intră în posesia familiei Báthory. Noii proprietari, Cristofor Báthory și Ștefan Báthory reconstruiesc cetatea pe o insulă a Someșului. Cetatea a fost ocupată mai târziu de Ioan Sigismund Zápolya.
- 1545 - Primul sinod protestant de la Ardud: reprezentanții orășenilor sătmăreni decid adoptarea crezului formulat de Philipp Melanchthon.
- 1557 - se înființează Liceul Reformat, cea mai veche instituție de învățământ secundar din oraș.
- 1558 - regina Isabella Jagiello Zapolya, mama și tutorele regent al lui Ioan Sigismund Zápolya le-a scutit pe toți locuitorii Sătmarului și Mintiului de plata tuturor taxelor și impozitelor. Îl pune pe Menyhért Balassa căpitan al cetății, care a trădat-o și l-a ajutat pe regele ungar din casa Habsgurg, Ferdinand I. să ocupă cetatea.
- 1562 - cetatea este asediată de armatele otomane conduse de pașa Ibrahim din Buda și de pașa Maleoci din Timișoara.
- 1565 - principele transilvănean Ștefan Báthory ocupă cetatea
- 1565 - Lazarus von Schwendi și Andrei Báthory în fruntea armatei regale sosesc la Sătmar să ocupă din nou cetatea. Realizând forța militară a dușmanilor, principele Ștefan Báthory arde și dărâmă cetatea și o părăsește
- 1569 - 1573 - cetatea Sătmarului este reconstruit după planurile arhitectului italian Giulio Cesare Baldigara sub forma de pentagon
- 1570 - soldații germani de la Mintiu ocupă localitatea Rozsály
- 1576 - trecerea de la lutheranism la calvinism a maghiarilor sătmăreni prin adoptarea confesiei de la Csenger (la Sinodul reformat de la Csenger)
- 1607 - István Milotai Nyilas devine parohul reformat al Sătmarului și fondează Protopopiatul Reformat de Sătmar. În urma numirii sale episcop al Eparhiei Reformate de dincolo de Tisa Sătmarul devine reședință episcopală reformată
- 1622 - în urma păcii de la Nikolsburg cetatea ajunge în proprietatea principelui Gabriel Bethlen
- 1657 - Sătmarul a fost deja proprietatea familiei Rákóczi și este asediat de polonezi
- 1668 - Leopold I al Sfântului Imperiu Roman, în calitate de rege ungar, le poruncește nobililor maghiari sătmări să plătească taxe și impozite. În același an, Comitatul înaintează o plângere grofului Ferenc Nádasdy de Nádasd și Fogras, judele regal al Ungariei (iudex curiae regiae) în care îl rog să le schimbe pe ofițerii germani ai cetății cu ofițeri maghiari, pentru că aceștea comit abuzuri dure când încasează taxele regale
- 1669 - nobilimea disperată le atacă și le ucide pe soldații nemți (austrieci) din cetate cu sprijinul Annei Lónyay de Nagylónya (stăpâna cetății Lónyai din Medieșu Aurit), profitând de momentul în care acestea au ieșit din cetate ca să le jefuiască pe unii nobili
- 1680 - principele Mihai Apafi I încearcă să ocupă cetatea cu armata sa transilvăneană completată cu 24.000 de soldați turci și cu armata din Țara Românească, fără succes
- 1682 - cetatea ajunge în proprietatea lui Imre Thököly
- 1686 - apărătorii cedează cetatea armatei imperiale a lui Leopold I
- 28 septembrie 1703 - în primul an al Răscoalei lui Rákóczi Sătmarul este ars și dărâmat de lobonții, iar Mintiu, în același zi, de curuții. Lobonții conduși de baronul Sándor Károlyi au ocupat Sătmarul.
- 1705 - apărătorii lobonți de naționalitate germană au cedat Sătmarul curuților după un asediu de un an și jumătate
- 30 aprilie 1711 - în casa de pe locul actualului Palat Vécsey este încheiat Pacea de la Sătmar între lobonții și curuții, tratat care a pus capăt Războiului de independență al lui Rákóczi.
- 1711 - cetatea este dărâmată la îndemnul baronului Sándor Károlyi de Nagykároly
- 30 aprilie 1711 - Sătmar (Szatmár) și Mintiu (Németi) au fost unite din punct de vedere administrativ sub denumirea Sătmar-Mintiu (Szatmár-Németi). Actul imperial care a consfințit unirea a fost diploma emisă de Carol al VI-lea la 2 ianuarie 1721, orașului Sătmar-Mintiu conferindu-i-se totodată și statutul de oraș liber regal.
- 1788 - 1814 - se construiește în stil baroc Biserica cu lanțuri, a treia biserică calvină al orașului Sătmar.
- 8 iunie 1790 - are loc primul spectacol de teatru documentat, susținut de trupa ambulantă a lui János Móricz
- 1793 - 1802 - se construiește în stil baroc Biserica Reformată din Mintiu (Németi templom).
- 1799 - 1803 - se construiește în stil baroc vechea biserică greco-catolică a orașului pe locul actualei catedrale „Sf. Arhangheli Mihail și Gavril”, în comuna folosință a comunității române și a celei de naționalitate rutenă
- 1800 - Sătmarul pierde statutul de reședință de comitat. La inițiativa grofilor Károlyi, reședința Comitatului Sătmar se mută la Careii Mari
- 23 martie 1804 - înființarea Diecezei de Satu Mare de Francisc I
- 9 august 1804 - este consacrat primul episcop de Satu Mare baronul István Fischer de Nagyszalatnya
- 1823 - se înființează Comisia de sistematizare a orașului, care controlează și dirijează întreaga activitate edilitară.
- 1824 - Episcopul român Samuil Vulcan de la Oradea Mare obține desprinderea unui număr de 72 parohii românești din administrația civilă a Sătmarului de la dieceza religioasă ruteană din Muncaci.[1]
- 16 martie 1828 - este consacrat episcop de Satu Mare PS János Hám
- 1842 - episcopul romano-catolic János Hám fondează ordinul de călugărițe Surorile de Caritate Sătmărene (Congregatio Surorum Caritas de Szatmár) cu ajutorul unor călugărițe de caritate aduse de la Viena
- 6 februarie 1848 - are loc inaugurarea primului teatru orășean. Teatrul Orășenesc își începe activitatea sub conducerea directorilor István Tóth și Lajos Döme.
- 1853 - Episcopul român Samuil Vulcan de la Oradea Mare obține desprinderea unui număr de 94 parohii românești din administrația civilă a Sătmarului de la dieceza religioasă ruteană din Muncaci. Acestea sunt trecute la dieceza greco-catolică română nou înființată la Gherla.[1]
- 1878-1885 - Vasile Lucaciu funcționează ca profesor de limba română la Liceul Catolic Regesc (în clădirea de azi a Colegiului Național Mihai Eminescu)
- 18 ianuarie 1892 - inaugurarea teatrului (cea de-a doua clădire de teatru în oraș). Noul Teatru Orășenesc își începe activitatea sub conducerea directorului Gyula Kömley.
- 1903 - la Expoziția Mondială de la Viena se acordă premiul II. planurilor realizate de Zoltán Bálint și Lajos Jámbor a Hotelului „Pannónia” (cunoscut azi ca „Hotel Dacia”)
- 1904 - la inițiativa episcopului romano-catolic Gyula Meszlényi, se construiește Turnul Pompierilor după planurile lui Ferencz Dittler
- 1918 - În urma Primului Război Mondial, Sătmarul devine oraș al României Mari.
- 15 iulie 1919 - se înființează Liceul Mihai Eminescu, prima instituție de învățământ secundar cu predare în limba română din oraș
- 1920 - Sătmarul este redenumit (primind numele de azi) și devine reședința județului interbelic Satu-Mare
- 1925 - 1940 - începând cu directoratul lui Mihály Szendrey teatrul preia numele renumitului actor bucureștean Constantin Nottara, trupa acestuia continuând activitatea în limba maghiară
- 1929 - se înființează Camera de Comerț
- 1932 - 1937 - pe locul fostei biserici greco-catolice se construiește Catedrala Greco-Catolică „Sf. Arhangheli Mihail și Gavril”
- 1940 - în urma Dictatului de la Viena Satu Mare devine oraș al Regatului Ungariei. Guvernatorul Miklós Horthy și autoritățile horthyste au intrat în oraș la data de 5 septembrie 1940. Satu Mare devine reședința Comitatului Sătmar.
- 17 mai 1942 - este consacrat episcop de Satu Mare PS János Scheffler
- 19 mai - 1 iunie 1944 - are loc deportarea a 18.863 evrei din Satu Mare și predarea lor autorităților naziști germani. Evreii sătmăreni au ajuns în diferite lagăre de exterminare din Germania și Polonia, unde marea majoritate a lor au pierit.
- 1945 - în urma celui de-al Doilea Război Mondial, Satu Mare devine din nou oraș al României. După Conferința de la Yalta, în România - ca și în alte țări ale Europei Centrale, abandonate sferei de influență sovietice de către Puterile Aliate - a fost instaurat comunismul.
- 1945 - 1949 - are loc deportarea șvabilor sătmăreni. Germanii din România au fost internate de autoritățile României comuniste și predate autorităților sovietice, care le-au deportat în Siberia.
- 1947 - se înființează primul teatru românesc, Teatrul „Constantin Nottara” cu actori bucureșteni, sub patronajul Asociației Române pentru Cultură, Teatru și Artă Constantin Nottara, în clădirea Teatrului Popular
- 1948 - sunt desființate toate instituțiile reformate și catolice. În urma legii despre naționalizarea școlilor și liceelor (3 august 1948) sunt închise la Satu Mare patru școli romano-catolice și patru școli reformate, iar clădirile acestora sunt confiscate. În clădirea Liceului Reformat se înființează singura instituție liceală cu limbă de predare maghiară, Liceul Kölcsey Ferenc (în celelalte clădiri sunt înființate școli românești, respectiv - în cazul Liceului de Artă - instituții mixte).
- 1948 - sunt desființate ambele instituții teatrale (cea română și cea maghiară) care funcționau în clădirea teatrului.
- 1950 - Satu Mare pierde statutul de reședință de județ, fiind integrat în Regiunea Baia Mare (cu reședința la Baia Mare)
- 1956 - sub conducerea renumitului regizor György Harag se înființează Teatrul Maghiar de Stat din Satu Mare
- 1960 - Satu Mare devine parte a Regiunii Maramureș (cu reședința la Baia Mare)
- 1968 - Satu Mare devine reședința Județului Satu Mare în urma reorganizării administrativ-teritoriale a României, regiunile fiind transformate în județe.
- 1968 - în incinta teatrului este înființat secția română sub conducerea artistică al lui Mihai Raicu. Instituția cu două secții primește numele de Teatrul de Nord, primul director al teatrului fiind Alajos Ács.
- mai 1970 - au loc inundații grave care distrug o mare parte din oraș. În timpul inundațiilor (începute la 14 mai) au pierit 56 de sătmăreni.
- 1977 - potrivit recensământului oficial comunitatea maghiară ajunge sub pragul de 50% din populația orașului
- 1989 - sfârșitul perioadei comuniste în România
- 1 mai 1990 - este consacrat episcop de Satu Mare PS Pál Reizer
- 1992 - primele alegeri locale libere după revoluție
- 2000 - este ales primar Horea Anderco
- 2003 - este consacrat episcop de Satu Mare PS Jenő Schönberger
- 2004 - este ales primar Iuliu Ilyés din partea UDMR
- 2008 - este reales primar Iuliu Ilyés din partea UDMR
- 3 iunie 2011 - betificarea episcopului martir Fericitul János Scheffler de către cardinalul ÎPS Péter Erdő de Esztergom în Catedrala romano-catolică din Satu Mare
- 2012 - este ales primar Dorel Coica din partea USL
- 2016 - este ales primar Gábor Kereskényi din partea UDMR